# إريك إف. بيلنغز
إريك إف. بيلنغز (بالإنجليزية: Eric F. Billings)‏ هو مسير أعمال أمريكي، ولد في 1954.